# Víctor Jiménez García
Víctor Manuel Jiménez García (Córdoba, Andalucía, España; 4 de febrero de 1984) es un expiloto de automovilismo español que disputó la práctica totalidad de su trayectoria en competiciones de Reino Unido.

## Trayectoria

### Inicios
Al realizar un viaje con Porsche a Finlandia para realizar unos cursos de conducción sobre hielo en 2006, le entra el gusanillo de la competición. En 2010 disputa la segunda mitad de la temporada de la Fórmula Palmer Audi, donde aquel año también participaban los españoles Ramón Piñeiro Llagostera y José Alonso Liste. Terminó el campeonato en el puesto 16 con 77 puntos, teniendo su mejor resultado cuando acabó décimo en el circuito de Silverstone.
En 2011 disputó una prueba del V de V francés en el Circuito de Nevers Magny-Cours con monoplazas, una prueba del Campeonato de España de Resistencia en el Circuit Ricardo Tormo con un Nissan 370Z, la temporada completa de la Fórmula Renault 2.0 BARC (una especie de Fórmula Renault Británica de menor potencia que su hermana mayor) con Fortec Motorsport y en sus Winter Series, donde se proclamó campeón absoluto de entre 8 participantes. En la BARC, fueron reseñables un sexto lugar en Donington Park en la segunda ronda y la vuelta más rápida en Brands Hatch en la cuarta ronda.

### Porsche Carrera Cup Gran Bretaña

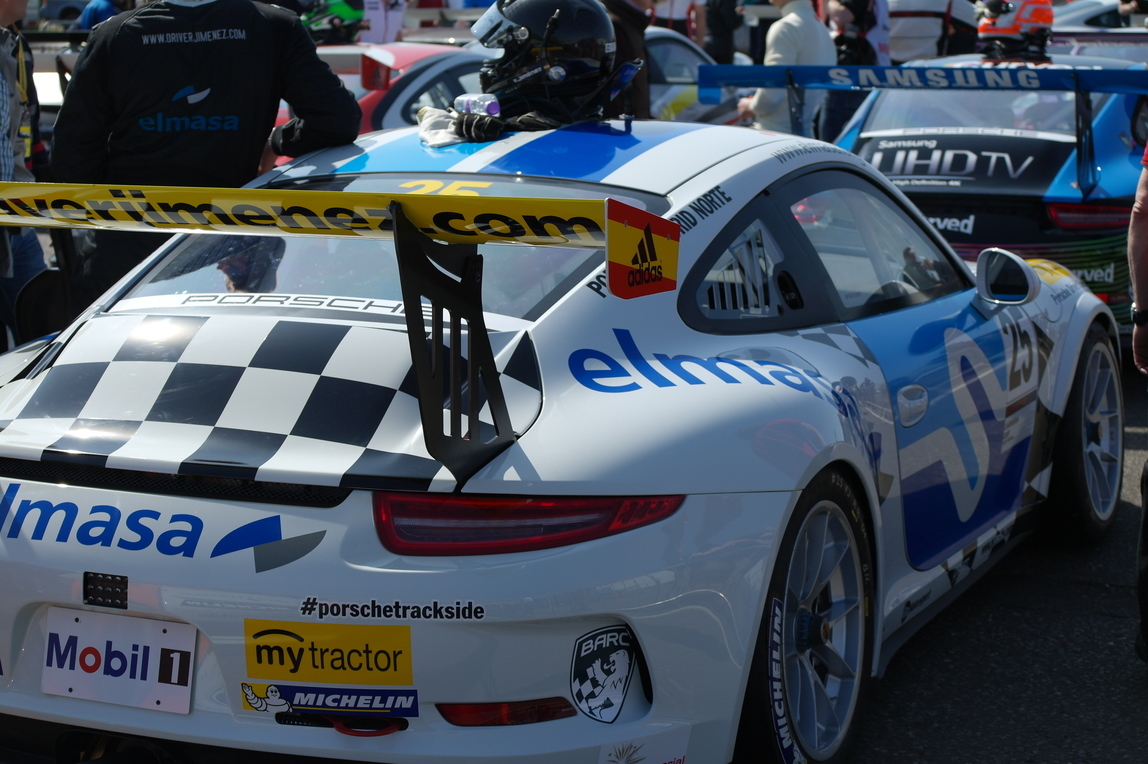
Vista trasera del Porsche de Víctor Jiménez en Brands Hatch (2014).

En 2012, Jiménez decide entrar en la Porsche Carrera Cup Británica con Redline Racing en la clase Pro-Am 1, donde acaba cuarto de esa categoría con 92 puntos. Su  mejor posición fue un octavo puesto en varias ocasiones. En 2013 repite, siendo esta vez campeón de la Pro Am 1 y sexto claficado general con sus primeros dos podios.
En 2014, compitió ya en la categoría profesional siguiendo con Redline Racing y terminando en una gran cuarta posición del campeonato general, terminando a 8 puntos del tercer clasificado y por delante de otro piloto español, Pepe Massot. De esta temporada destacan sus 10 podios logrados, aunque no llegó a saborear la victoria.
En 2015 cambia a la escudería IN2 Racing, tras una primera mitad de temporada peor que la de 2014, decide abandonar el campeonato.

### Últimas apariciones
En 2016 sorprende apareciendo en la primera ronda de la Porsche Supercup disputada en el Circuit de Catalunya cumpliendo uno de sus objetivos como piloto, pero tras no conseguir patrocinador para seguir el resto de la temporada, deja la competición profesional.
Desde 2013 y en años posteriores, fue instructor, comercial y embajador del Centro Porsche Madrid Norte.

## Resumen de trayectoria
| Temporada | Series                                                   | Escudería                   | Carreras | Victorias | Poles | VR | Podios | Puntos | Pos. |
| --------- | -------------------------------------------------------- | --------------------------- | -------- | --------- | ----- | -- | ------ | ------ | ---- |
| 2010      | Fórmula Palmer Audi                                      | Motorsport Vision           | 11       | 0         | 0     | 0  | 0      | 77     | 16.º |
| 2011      | Fórmula Renault 2.0 BARC                                 | Fortec Motorsport           | 10       | 0         | 0     | 1  | 0      | 65     | 16.º |
| 2011      | Fórmula Renault 2.0 Británica Series Finales - BARC      | Hillspeed                   | 6        | 0         | 0     | 0  | 5      | 156    | 1.º  |
| 2011      | V de V Challenge - Monoplazas                            | Escuela Española de Pilotos | 3        | 0         | 0     | 0  | 3      | 105    | 21.º |
| 2011      | CER - Clase 1                                            | ?                           | 2        | ?         | ?     | ?  | ?      | ?      | ?    |
| 2012      | Porsche Carrera Cup Gran Bretaña                         | Redline Racing              | 20       | 0         | 0     | 0  | 0      | 92     | 12.º |
| 2012      | International GT Open - SuperGT                          | Drivex                      | 2        | 0         | 0     | 0  | 0      | ?      | ?    |
| 2013      | Porsche Carrera Cup Gran Bretaña                         | Redline Racing              | 20       | 0         | 0     | 0  | 2      | 194    | 6.º  |
| 2014      | Porsche Carrera Cup Gran Bretaña                         | Redline Racing              | 19       | 0         | 0     | 0  | 10     | 242    | 4.º  |
| 2014      | Carrera especial Porsche Carrera Cup 24 Horas de Le Mans | Redline Racing              |          |           |       |    |        |        | 19.º |
| 2015      | Porsche Carrera Cup Gran Bretaña                         | IN2 Racing                  | 8        | 0         | 0     | 0  | 0      | 64     | 12.º |
| 2016      | Porsche Supercup                                         | MRS Cup-Racing              | 1        | 0         | 0     | 0  | 0      | 0      | 29.º |
| Fuente:   |                                                          |                             |          |           |       |    |        |        |      |

## Resultados

### Porsche Carrera Cup Gran Bretaña
(Carreras en negrita indica pole position – 1 punto en todas las carreras) (Carreras en cursiva indica vuelta rápida – 1 punto en todas las carreras)
| Año  | Equipo         | Coche           | 1         | 2        | 3        | 4        | 5        | 6        | 7         | 8        | 9         | 10       | 11      | 12      | 13        | 14        | 15        | 16      | 17       | 18        | 19       | 20        | CP Pro-Am 1 | CP   | Pts |
| ---- | -------------- | --------------- | --------- | -------- | -------- | -------- | -------- | -------- | --------- | -------- | --------- | -------- | ------- | ------- | --------- | --------- | --------- | ------- | -------- | --------- | -------- | --------- | ----------- | ---- | --- |
| 2012 | Redline Racing | Porsche 997 GT3 | BRH 1 DSQ | BRH 2 12 | DON 1 10 | DON 2 10 | THR 1 12 | THR 2 11 | OUL 1 8   | OUL 2 11 | CRO 1 9   | CRO 2 16 | SNE 1 8 | SNE 2 9 | KNO 1 8   | KNO 2 Ret | ROC 1 12  | ROC 2 9 | SIL 1 11 | SIL 2 Ret | BRH 1 12 | BRH 2 8   | 4.º         | 12.º | 92  |
| 2013 | Redline Racing | Porsche 997 GT3 | BRH 1 5   | BRH 2 7  | DON 1 7  | DON 2 9  | THR 1 4  | THR 2 5  | OUL 1 6   | OUL 2 8  | CRO 1 5   | CRO 2 3  | SNE 1 7 | SNE 2 7 | KNO 1 Ret | KNO 2 7   | ROC 1 3   | ROC 2 5 | SIL 1 7  | SIL 2 7   | BRH 1 5  | BRH 2 Ret | 1.º         | 6.º  | 194 |
| 2014 | Redline Racing | Porsche 991 GT3 | BRH 1 5   | BRH 2 5  | DON 1 4  | DON 2    | THR 1 4  | THR 2 3  | SAR 1 14† | CRO 1 3  | CRO 2 Ret | SNE 1 4  | SNE 2 4 | KNO 1 3 | KNO 2 6   | ROC 1 3   | ROC 2 Ret | SIL 1 3 | SIL 2 10 | BRH 1 3   | BRH 2 4  |           |             | 4.º  | 242 |
| 2015 | IN2 Racing     | Porsche 991 GT3 | BRH 1 10  | BRH 2 9  | SPA 1 6  | SPA 2 6  | OUL 1 7  | OUL 2 7  | CRO 1 9   | CRO 2 8  | SNE       | SNE      | KNO     | KNO     | SIL       | SIL       | BRH       | BRH     |          |           |          |           |             | 12.º | 64  |